# Cinque Nazioni 1951
Il Cinque Nazioni 1951 (in inglese 1951 Five Nations Championship; in francese Tournoi des Cinq Nations 1951; in gallese Pencampwriaeth y Pum Gwlad 1951) fu la 22ª edizione del torneo annuale di rugby a 15 tra le squadre nazionali di Francia, Galles, Inghilterra, Irlanda e Scozia, nonché la 57ª in assoluto considerando anche le edizioni dell'Home Nations Championship.
Ad aggiudicarsi il trofeo fu, per la tredicesima volta, l'Irlanda, che vinse il titolo da imbattuta seppur senza lo Slam: nell'ultimo incontro, infatti, quello della matematica certezza del titolo, gli irlandesi impattarono con il Galles a Cardiff.
Calcutta Cup all'Inghilterra al termine di una magra campagna che vide i Bianchi appaiati ai rivali di giornata scozzesi all'ultimo posto in classifica; fino al 1964 tale trofeo rimase in mano inglese.
Il valore delle marcature, come stabilito dall’IRFB nel 1948, era: 3 punti per ciascuna meta (5 se trasformata), 3 punti per la realizzazione di ciascun calcio piazzato, mark o drop.

## Nazionali partecipanti e sedi
| Squadra     | Città           | Impianto interno      |
| ----------- | --------------- | --------------------- |
| Francia     | Colombes        | Stadio Yves du Manoir |
| Galles      | Cardiff Swansea | Arms Park St. Helen's |
| Inghilterra | Londra          | Twickenham            |
| Irlanda     | Dublino         | Lansdowne Road        |
| Scozia      | Edimburgo       | Murrayfield           |

## Risultati
| Arbitro: | Tom Pearce |

|                |      |          |
| Mias Porthault | mt   | Rose (2) |
| J. Prat        | tr   |          |
| J. Prat (2)    | c.p. | Gray (2) |

| Arbitro: | Michael Dowling |

|                                     |    |                |
| K. Jones Matthews (2) M. Thomas (2) | mt | Rittson-Thomas |
| L. Jones (4)                        | tr | Hewitt         |

| Arbitro: | Tom Pearce |

|                 |      |                     |
| Clifford Nelson | mt   | Matheu-Cambas Olive |
|                 | tr   | Bertrand            |
| Henderson       | c.p. |                     |

| Arbitro: | Michael Dowling |

|                   |      |  |
| Dawson Gordon (2) | mt   |  |
| Inglis Thomson    | tr   |  |
| Thomson           | c.p. |  |
| Kininmonth        | drop |  |

| Arbitro: | Trevor Jones |

|          |      |  |
| McKibbin | c.p. |  |

| Arbitro: | Vernon Llewellyn |

|          |      |                 |
| Boobbyer | mt   | Basquet J. Prat |
|          | tr   | J. Prat         |
|          | drop | J. Prat         |

| Arbitro: | Tom Pearce |

|         |      |           |
| Sloan   | mt   | O'Brien   |
| Thomson | tr   |           |
|         | drop | Henderson |

| Arbitro: | William Murdoch |

|            |      |      |
|            | mt   | Kyle |
| B. Edwards | c.p. |      |

| Arbitro: | Michael Dowling |

|       |    |         |
| White | mt | Cameron |
| Hook  | tr |         |

| Arbitro: | Michael Dowling |

|         |      |          |
| Alvarez | mt   | K. Jones |
| J. Prat | tr   |          |
| Alvarez | c.p. |          |

## Classifica
| Pos | Squadra     | G | V | N | P | PF | PS | DP  | Pt |
| --- | ----------- | - | - | - | - | -- | -- | --- | -- |
| 1   | Irlanda     | 4 | 3 | 1 | 0 | 21 | 16 | +5  | 7  |
| 2   | Francia     | 4 | 3 | 0 | 1 | 41 | 27 | +14 | 6  |
| 3   | Galles      | 4 | 1 | 1 | 2 | 29 | 35 | −6  | 3  |
| 4   | Scozia      | 4 | 1 | 0 | 3 | 39 | 25 | +14 | 2  |
| 5   | Inghilterra | 4 | 1 | 0 | 3 | 13 | 40 | −27 | 2  |